# DNA (singolo Little Mix)
DNA è il secondo singolo estratto dall'album omonimo delle Little Mix. Il video conta 110 milioni di visualizzazioni.

## Video musicale
Il video musicale è stato registrato il 12 settembre 2012 ed è stato pubblicato il 1º ottobre su VEVO.

## Tracce
Digital EP
1. DNA – 3:56
2. DNA (Kat Krazy Club Mix) – 5:33
3. DNA (Eyes Remix) – 4:43
4. DNA (Instrumental) – 3:57

## Classifiche
| Classifica (2012-2013) | Posizione massima |
| ---------------------- | ----------------- |
| Australia              | 48                |
| Francia                | 177               |
| Irlanda                | 8                 |
| Regno Unito            | 3                 |